# Tarpenbek-Ost
Die Tarpenbek-Ost (auch Tarpenbek Ost) ist ein 5 km langer Bach in Norderstedt. Sie ist einer von zwei Quellflüssen der Tarpenbek und vereinigt sich im Tarpenbekpark mit der Tarpenbek-West.

## Geschichtliches
Die Tarpenbek-Ost floss ehemals weiter südlich mit der Tarpenbek-West zusammen, nämlich zusammen mit dem Ossenmoorgraben, wie auf alten Karten erkennbar ist. Das heutige Teilstück der Tarpenbek zwischen dem heutigen Zusammenfluss und der Mündung des Ossenmoorgrabens gehörte somit früher zur Tarpenbek-Ost.

## Verlauf
Sie entspringt beim Glasmoor an der Schleswig-Holstein-Straße und erhält Zufluss von einem Grabensystem aus dem Glasmoor. Von dort fließt sie Richtung Südwesten. Auf ihrem Weg unterquert sie die Poppenbütteler Straße, den Kreuzweg und die Schleswig-Holstein-Straße, bis sie sich im Tarpenbekpark mit der Tarpenbek-West zur Tarpenbek vereinigt. Unmittelbar davor unterquert sie die Tampenbrücke. Ihr einziger Zufluss ist die Beek in der Twiete.

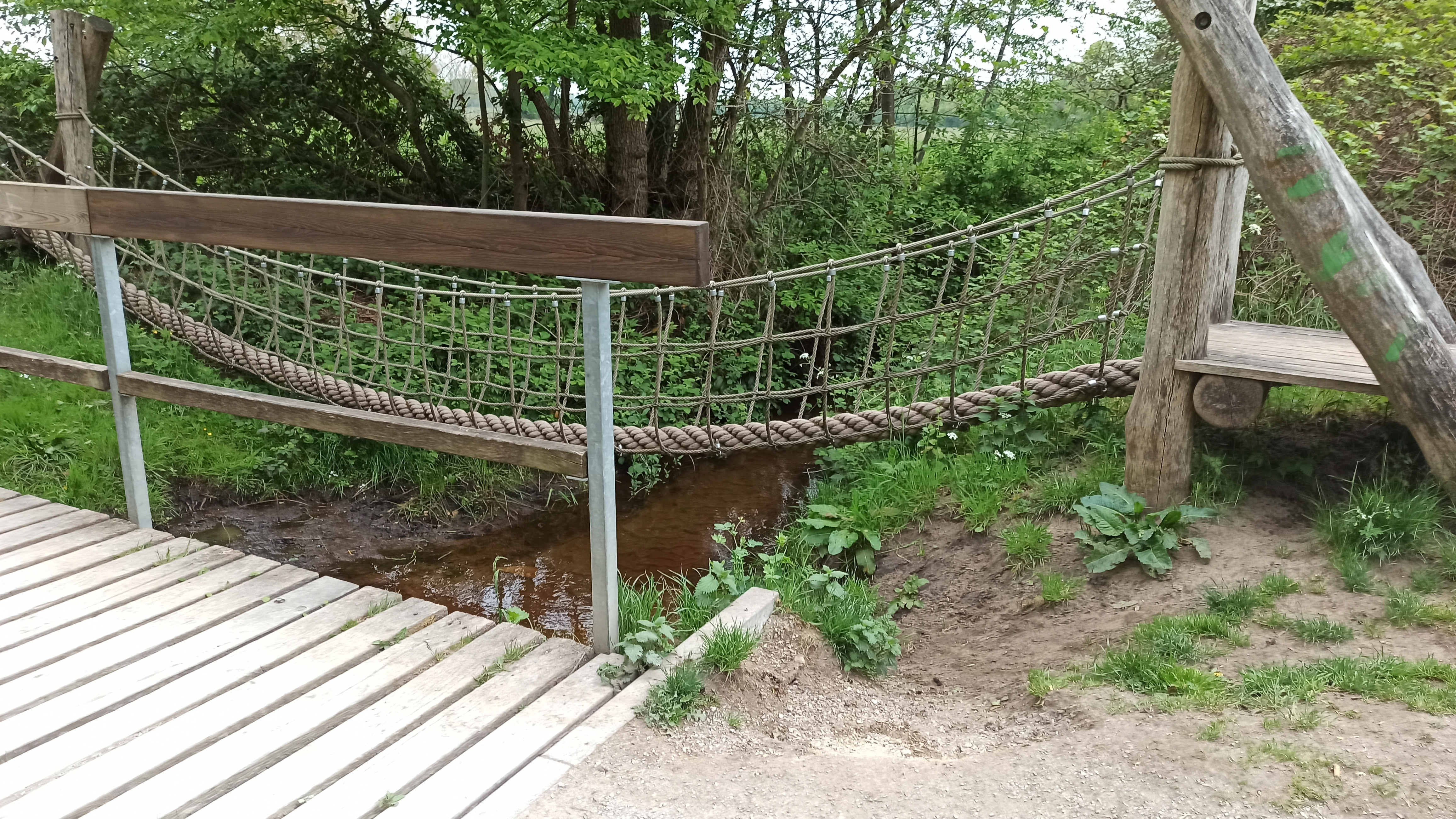
Tampenbrücke über der Tarpenbek-Ost
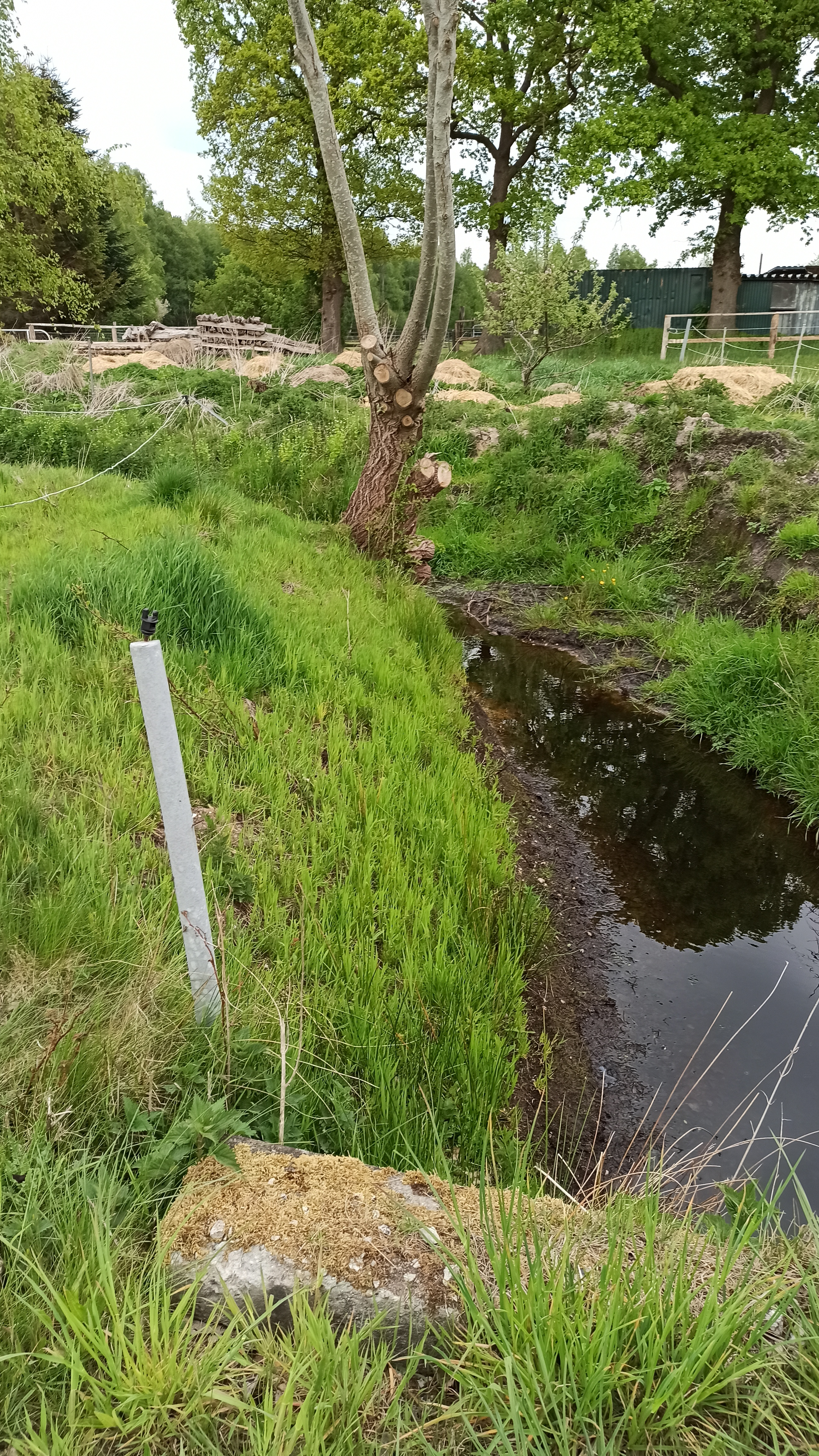
Die Tarpenbek-Ost kurz nach ihrer Quelle
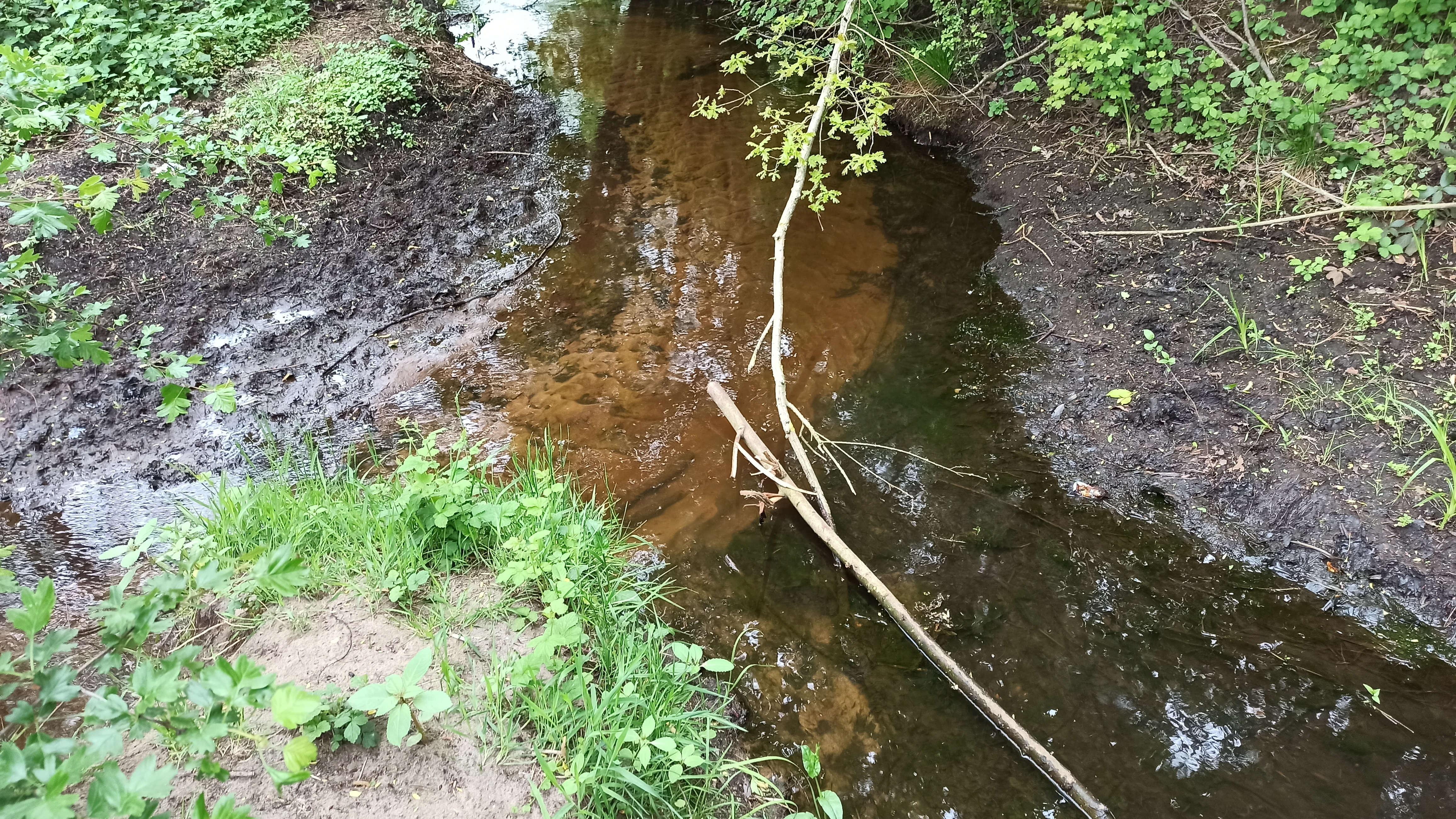
Zusammenfluss: Tarpenbek-Ost (links), Tarpenbek-West (rechts)